# Velingrad
Velingrad (bugarski: Велинград) je grad u Bugarskoj jedan od najpopularnijih termalnih kupališta u Bugarskoj. Grad se smjestio na zapadnom dijelu Doline Čepino, dijelu Rodopskog masiva u južnoj Bugarskoj.

## Povijest
Po legendama i bog Orfej živio je u području grada Velingrada. Također kola priča i da je trački gladijator Spartak iz ovoga kraja, koji mu je dao njegovu enormnu snagu.
Kasnije u ovaj kraj dolaze Slaveni, po istraživanjima Bugarske Akademije znanosti, slavensko pleme Dragovići naselilo je taj kraj. Dragovići su prihvatili mnoge tračke običaje, davši im pritom svoja tipična slavenska obilježja. Ubrzo nakon Bugarske invazije Balkana, cijeli kraj je uključen u Prvo Bugarsko carstvo za kana Malamira.
Za vrijeme otomanske uprave mnogi Slaveni iz ove regije preobraćeni su na Islam, po istraživanju Vasila Kančova, ovaj pritisak na preobraćenje vršen je uz znanje i pomoć grčkog (pravoslavnog) episkopa Gavrila.

## Zemljopisne osobine
Velingrad se nalazi na nadmorskoj visini od 750-850 m. Ljeta su vruća a zime blage. Prosječna godišnja temperatura mjesta je 10°C, a prosječna srpanjska temperatura je 19°C. Prosječna količina sunčanih sati je 2 000 sati. 
U gradu i okolici nalaze se 70 izvora mineralnih voda, najpoznatiji su; Ladžene, Kamenica, Čepino, Rakitovo i Kostandovo. Zbog toga Kamenica ima brojne posjetioce koji se liječe u termalnim kupalištima Kamenice.
Pored brojnih mineralnih izvora, Velingrad ima i jedan drugi prirodnu atrakciju, najveći krški izvor u Bugarskoj - Kleptuzu, s prosječnim istjekom od 1200 litara ledeno hladne vode u sekundi.

## Vanjske poveznice
- Virtualni Velingrad  Arhivirana inačica izvorne stranice od 6. studenoga 2006. (Wayback Machine)